# 沼上幹
沼上 幹（ぬまがみ つよし、1960年3月27日 - ）は、日本の経営学者。学位は、博士（商学）（一橋大学、2000年）。早稲田大学商学学術院教授、日本生産性本部経営アカデミー学長、一橋大学名誉教授。
経営学で新たな手法を確立したとして紫綬褒章受章。国立大学法人一橋大学理事・副学長、東京工業大学エネルギー・情報卓越教育院教授、組織学会会長、ミスミグループ本社取締役、JFEホールディングス監査役、東京センチュリー取締役、荏原製作所取締役なども歴任。

## 概要
静岡県三島市生まれ。榊原清則ゼミ出身。
専攻は経営組織論・経営戦略論・経営学方法論。液晶業界の産業構造分析等で有名で、組織学会高宮賞、日経・経済図書文化賞などを受賞。三枝匡一橋大客員教授とともにミスミグループ本社取締役なども務める。2018年から伊丹敬之一橋大名誉教授の後任としてJFEホールディングス監査役。経営学で新たな研究方法論を確立したとして2021年秋の褒章で紫綬褒章受章。

## 学歴
- 1978年 東京都立田園調布高等学校卒業[6]
- 1983年 一橋大学社会学部卒業（津田真澂ゼミ）[7]
- 1985年 一橋大学大学院商学研究科修士課程修了
- 1988年 一橋大学大学院商学研究科博士後期課程単位取得退学、指導教官野中郁次郎[8]
- 2000年 一橋大学博士（商学）[9]

## 職歴
- 1988年 成城大学経済学部専任講師[9]
- 1991年 成城大学経済学部退職[10]
- 1991年 一橋大学商学部附属産業経営研究施設専任講師[10][1]
- 1992年 一橋大学商学部附属産業経営研究施設助教授[11]
- 1994年 ウォーリック・ビジネス・スクール客員研究員[10]
- 1997年 一橋大学商学部助教授[1]
- 2000年 一橋大学大学院商学研究科教授[12]、グローバルCOEプログラム「日本企業のイノベーション」リーダー
- 2010年 ミスミグループ本社取締役[11]
- 2011年 一橋大学大学院商学研究科長・商学部長[12]
- 2014年 国立大学法人一橋大学理事、一橋大学副学長（教育・学生、大学経営戦略担当）[12][13]
- 2018年 一橋大学大学院経営管理研究科教授、JFEホールディングス監査役[12]、一橋大学森有礼高等教育国際流動化機構機構長[9]
- 2021年 東京工業大学エネルギー・情報卓越教育院教授[14]
- 2022年 日本生産性本部経営アカデミー学長[15]、東京センチュリー取締役[16]
- 2023年 早稲田大学商学学術院ビジネス・ファイナンス研究センター上級研究員（研究院教授）、一橋大学名誉教授[9][17]、荏原製作所取締役監査委員会委員[16]

## 社会的活動
- 経済産業省産業構造審議会製造産業分科会委員[18]
- 中堅企業研究会メンバー[19]
- 外務省外務人事審議会委員[20]
- 公益財団法人東燃国際奨学財団理事[21]
- 組織学会会長[22]
- 日本経営学会理事[23]

## 受章・受賞
- 組織学会高宮賞論文部門, 1996[24]
- エコノミスト賞, 2000[24]
- 組織学会高宮賞著作部門, 2000[24]
- 日経・経済図書文化賞, 2000[24]
- 企業家研究フォーラム賞, 2019[24]
- 紫綬褒章, 2021[25][5]

## 主要著作

### 単著
- 『液晶ディスプレイの技術革新史─行為連鎖システムとしての技術』白桃書房、1999年。ISBN 9784561263159。
- 『行為の経営学─経営学における意図せざる結果の探究』白桃書房、2000年。ISBN 9784561151265。
- 『わかりやすいマーケティング戦略』有斐閣、2000年。ISBN 9784641120860。
- 『組織戦略の考え方』筑摩書房、2003年。ISBN 9784480059963。
- 『組織デザイン』日本経済新聞出版社、2004年。ISBN 9784532110239。
- 『わかりやすいマーケティング戦略 新版』有斐閣、2008年。ISBN 9784641123557。
- 『経営戦略の思考法』日本経済新聞出版社、2009年。ISBN 9784532314781。
- 『ゼロからの経営戦略』ミネルヴァ書房、2016年。ISBN 9784623078325。
- 『小倉昌男：成長と進化を続けた論理的ストラテジスト』PHP研究所、2018年。ISBN 9784569834337。

### 共著
- 『事業創造のダイナミクス』白桃書房、1989年。ISBN 9784561231691。
- 『ビジネススクール流「知的武装講座」(Part3)』プレジデント社、2006年。ISBN 9784833418379。
- 『組織の"重さ"─日本的企業組織の再点検』日本経済新聞出版社、2007年。ISBN 9784532133375。
- 『企業戦略白書VIII 日本企業の戦略分析』東洋経済新報社、2009年。ISBN 9784492521762。
- 『経営学の展開と組織概念』文眞堂、2010年。ISBN 9784830946738。
- 『戦略分析ケースブック』東洋経済新報社、2011年。ISBN 9784492521946。